# Dennis Gentenaar
Dennis Gentenaar (* 30. září 1975, Nijmegen, Nizozemsko) je bývalý nizozemský fotbalový brankář. Mimo Nizozemska působil v Německu (v Borussii Dortmund).
Za sezónu 2002/03 získal ocenění Fotbalový brankář roku Nizozemska.

## Klubová kariéra
V profesionální kopané působil v letech 1995–2014 v týmech NEC Nijmegen, Borussia Dortmund, AFC Ajax, VVV-Venlo a Almere City.
Kariéru ukončil v létě 2014 v klubu NEC Nijmegen, v němž ji i začínal.